# Gamma Lupi
Gamma Lupi (γ Lup/γ Lupi) è un sistema stellare nella costellazione del Lupo, talvolta chiamata con il nome greco Thusia, che significa "Il Sacrificio", o anche Thusia Theirou, che significa "Il Sacrificio Animale". Dista 420 anni luce dal sistema solare, e la sua magnitudine apparente è +2,77, che la rende la terza stella più brillante di questa costellazione
Come le altre stelle principali della costellazione del Lupo, fa parte dell'associazione stellare Scorpius-Centaurus, e più precisamente del sottogruppo Centauro superiore-Lupo, un gruppo di stelle con un'origine comune ed un'età approssimativa di 15 o 20 milioni di anni.

## Caratteristiche del sistema
Gamma Lupi è un sistema stellare triplo; Gamma Lupi A e Gamma Lupi B formano una coppia visuale risolvibile al telescopio, il periodo orbitale attorno al comune centro di massa è di 190 anni.
Gamma Lupi A è a sua volta una binaria spettroscopica, con un periodo delle componenti attorno al comune centro di massa di 2,81 giorni.
La stella principale è classificata come sugbigante blu, di classe B2IV, anche se forse sta ancora bruciando idrogeno nel suo nucleo come una stella di sequenza principale. La sua massa è 9 volte quella del Sole, e il suo raggio è oltre 5 volte superiore.
Gamma Lupi B è di tipo spettrale B4V, con il "V" che in questo caso indica chiaramente una stella di sequenza principale. Ha una massa inferiore ad A, circa 5,5 volte quella del Sole, con un raggio che è il triplo di quello solare.
L'orbita è piuttosto eccentrica, durante i 190 anni del periodo orbitale, la distanza tra le 2 componenti varia da 148 a 41 U.A..
Il database astronomico SIMBAD la elenca anche come variabile ellissoidale rotante, a riguardo delle due componenti strette di Gamma Lupi A.